# Henricus van Maastricht
Henricus van Maastricht, ook Henricus de Traiecto of Trajectensis (Maastricht?, voor 1150 - Worms, 23 december 1195) was een Nederlands-Duits geestelijke, geleerde en diplomaat. Hij was onder andere scholaster van de kapittelschool van Sint-Servaas in Maastricht, pronotarius van keizer Frederik I (Barbarossa), proost van het domkapittel van Aken en bisschop van Worms.

## Levensloop
Over Henricus' afkomst en opleiding is niets bekend. De toevoeging 'van Maastricht' kan betekenen dat hij afkomstig was uit deze stad, ofwel dat hij hier een belangrijke functie bekleedde. Wellicht kreeg hij zijn opleiding aan de kapittelschool van Sint-Servaas, waar hij in elk geval in 1165, 1173 en 1176 vermeld wordt als scholaster of magister. Uiterlijk in 1180 werd hij daar opgevolgd door de magister Arnold. Hendricus' Maastrichtse periode viel samen met de grootste bloeitijd van het Sint-Servaaskapittel, waarin onder andere de Noodkist van Sint-Servaas tot stand kwam, Hendrik van Veldeke zijn Leven van Sint-Servaas schreef, en machtige proosten als Gerard van Are, Christiaan van Buch en Garsendonius van Mantua in dienst van de Duitse keizers stonden.
Mogelijk onderhield Henricus contacten met Hildegard von Bingen (1098-1179), die in haar correspondentie melding maakt van "mag. H. de Traiecto". Van Hildegard is bekend dat zij contacten onderhield met Maaslanders, onder anderen met Gerlachus van Houthem en Arnold van Wied.
Omstreeks 1186 begeleidde Henricus koning Hendrik VI op diens Italië-reis en onderhandelde daar namens de Duitse koning met de Romeinse Curie. In 1191 was hij bij de keizerskroning van Hendrik VI in Rome. In hetzelfde jaar werd hij domproost van Aken. In sommige bronnen wordt hij genoemd als proost van Sint-Servaas in Maastricht, wat mogelijk het gevolg is van een verkeerde interpretatie van Trajectensis.
In 1192 volgde de benoeming tot bisschop van Worms, maar ook in die functie bleef hij de keizer vergezellen op diens reizen door Duitsland en Italië, waar hij onder andere vermeld wordt in Napels, Siena en Pisa. In 1194 was hij vicarius Italiae, vertegenwoordiger van de keizer in Italië. Van 1192 tot 1195 was hij tevens bisschop van Worms. In mei-juni 1195, enkele maanden voor zijn dood,  onderhandelde hij met de paus over een nieuwe kruistocht.
- Gemeinsame Normdatei: 137946236
- Virtual International Authority File: 86108437